# Madhya Bharat

Die größeren Staaten von Madhya Bharat

Madhya Bharat (Hindi मध्य भारत, „Zentralindien“), auch bekannt als Malwa Union, war eine Union von Fürstenstaaten in Zentralindien. 1951 hatte sie eine Fläche von 120.378 km² und 7,9 Mio. Einwohner.

## Geschichte
Madhya Bharat entstand 1948 durch den Zusammenschluss von 25 Fürsten, die der Central India Agency in Britisch-Indien unterstanden hatten und die sich nun Indien anschlossen. Die größten dieser Staaten waren Gwalior, Indore, Dhar, Dewas, Jaora, Ratlam, Barwani, Sitamau, Jhabua, Alirajpur, Rajgarh, Narsinghgarh und Sailana. Gwalior wurde Winterhauptstadt, Indore Sommerhauptstadt.
Am 1. November 1956 verloren die Fürsten mit dem States Reorganisation Act ihre Rolle als formale, wenn auch machtlose Oberhäupter der ehemaligen Fürstenstaaten und Madhya Bharat wurde dem Bundesstaat Madhya Pradesh einverleibt.

## Politik
Der letzte Maharaja von Gwalior George Jivajirao Scindia (1916–1961) war vom 28. Mai 1948 bis zum 31. Oktober 1956 Staatsoberhaupt (Rajpramukh) von Madhya Bharat.
Der Regierung standen die folgenden Chief Minister vor:
1. Januar 1948 – Mai 1949: Liladhar Joshi (1907–1995)
2. Mai 1949 – 17. Oktober 1950: Gopi Krishna Vijayvargiya (1905–1984)
3. 18. Oktober 1950 – 2. März 1952: Takhatmal Jain (1895–1975)
4. 3. März 1952 – 15. April 1955: Mishrilal Gangwal (1902–1981)
5. 16. April 1955 – 31. Oktober 1956: Takhatmal Jain (1895–1975)

Im Jahr 1951 fand die erste und einzige Wahl zum Parlament von Madhya Bharat statt. Die Kongresspartei gewann dabei eine Dreiviertelmehrheit der Wahlkreise (75 von 99). Die drei hindu-nationalistischen Parteien Bharatiya Jana Sangh, Akhil Bharatiya Hindu Mahasabha und Akhil Bharatiya Ram Rajya Parishad gewannen zusammen 26,4 % der Stimmen, was deutlich über den indischen Durchschnitt lag. Von den 99 Wahlkreisen waren 79 Einzelwahlkreise und 20 Zweipersonenwahlkreise. 12 Sitze und 9 Wahlkreise waren für Scheduled Tribes reserviert.
| Partei                             | Kürzel                 | Stimmen   | Stimmen | Sitze |
| Partei                             | Kürzel                 | Zahl      | %       | Sitze |
| ---------------------------------- | ---------------------- | --------- | ------- | ----- |
| Indischer Nationalkongress         | INC                    | 938.918   | 47,2    | 75    |
| Bharatiya Jana Sangh               | BJS                    | 93.627    | 9,7     | 4     |
| Akhil Bharatiya Ram Rajya Parishad | RRP                    | 143.132   | 7,2     | 2     |
| Akhil Bharatiya Hindu Mahasabha    | ABHM                   | 236.824   | 11,9    | 11    |
| Sozialistische Partei              | SPI                    | 145.845   | 7,3     | 4     |
| Unabhängige Kandidaten             | Unabhängige Kandidaten | 258.157   | 13,0    | 3     |
| Alle anderen                       | Alle anderen           | 70.907    | 3,7     | 0     |
| Gesamt                             | Gesamt                 | 1.987.410 | 100,0   | 99    |